# Židovar
Židovar je bio keltski oppidum kod sela Orešca u srbijanskom dijelu Banata. Nalazi se na istočnoj granici Deliblatske pješčare, na uzvišenju koje dominira okolinom. Bilo je utvrđeno suhozidom i palisadama. To uzvišenje je rub lesne terase. Ona je 40 m iznad fluvijalne ravnice koja je isušeno korito rijeke Karaša.
Bio je naseljen još u mlađem kamenom dobu (poljodjelske kulture), brončanom i starijem željeznom dobu, od 2. tisuljeća pr. Kr. do 1. tisućljeća. Nakon toga je ostalo bez stanovnika. Stariji je sloj keltski, srednji je dački, a najmlađi sloj (1. st.) ima starorimske elemente. Nalazište ima dosta keramičkih nalaze te tragova koji ukazuju na preradu rude.
Naselje ima utvrđeni i dio i podgrađe koje se nalazi duž ruba lesne terase.

## Vanjske poveznice
- Republički zavod za zaštitu spomenika kulture Beograd[neaktivna poveznica]